# 章锦涛
章锦涛（1928年8月—2020年1月6日），汉族，江苏武进人，中华人民共和国政治人物，海南省政协原副主席，海南日报社原总编辑。

## 生平
1950年進入《新海南报》（《海南日報》的前身）工作，歷任副刊编辑、编辑部主任、副总编辑、总编辑，直到1983年才調離海南日报社。
1957年7月加入中国共产党。1988年8月至1993年1月任海南省政协副主席。
1994年离休。2020年1月6日在海口市去世。